# Fredrik Strage
Fredrik Strage, född 22 december 1972 i Linköping, är en svensk musikjournalist och författare. Han medverkar också regelbundet i TV4 Nyhetsmorgon där han talar om popmusik. 

## Biografi
Strage debuterade som skribent i början av 1990-talet då han medverkade i New Life, ett svenskt synthmusikfanzine. Han har bland annat skrivit för tidningar som Pop, Bibel, Dagens Nyheter, Månadsjournalen, Nöjesguiden, Ultra, Sound Affects, Billboard, Café och Sonic. Strage gav en av Petters skivor en negativ recension och fick som tack för det vara med i Petters musikvideo till singeln "Saker & ting". Han namngav senare sin bok Mikrofonkåt efter Petters singel. Strage medverkade 2003 i Belinda Olssons antologi De missanpassade. 2005 utgavs hans bok Fans om idoldyrkan och hysteriska fans. 2009 publicerades artikelsamlingen Strage text. 2012 var Strage en av de medverkande skribenterna i Roberth Ericssons och Sonja Schwarzenbergers antologi Mor mamma morsan där han skrev om sin mor Ingrid och hennes arbete som konstnär. 
2018 publicerades samlingen Strage 242 med 242 av Strages fredagskrönikor ur Dagens Nyheter.
Strage startade 2016 podcasten "Hemma hos Strage" där han bjudit hem artister som Little Jinder, Veronica Maggio, Corey Taylor från Slipknot, Brett Anderson från Suede, Lill-Babs, Ken Ring, First Aid Kit, Susanne Sundfør, Douglas McCarthy från Nitzer Ebb, Bobby Gillespie från Primal Scream, Kite, Erik Danielsson från Watain, Satyr från Satyricon, Father John Misty, Michael Stipe från REM, Thomas Seltzer från Turbonegro, Tobias Forge från Ghost och Michael Monroe från Hanoi Rocks. "Hemma hos Strage" tilldelades Svenska podcastpriset i kategorin "musik".

### Familj
Han var tidigare gift med författaren Linda Leopold. De har tillsammans en dotter och en son.

## Priser och utmärkelser
- Nöjesguidens pris bästa läsning 2001
- Nöjesguidens pris bästa läsning 2005 (delat med John Ajvide Lindqvist och Klas Östergren)[4]
- Stora Journalistpriset som Årets förnyare 2008, för att ha använt Youtube på ett journalistiskt underhållande sätt.[5] Utmärkelsen ifrågasattes av kollegan Andres Lokko.[6]